# Acacia cretata
Acacia cretata é uma espécie de leguminosa do gênero Acacia, pertencente à família Fabaceae.